# Raoul Loé
Raoul Cédric Loé (Courbevoie, 31 gennaio 1989) è un ex calciatore camerunese, di ruolo centrocampista.

## Carriera

### Club
Dal 2011 al 2015 gioca nell'Osasuna, squadra della massima serie spagnola; successivamente si trasferisce in Qatar. Dopo un breve ritorno all'Osasuna (7 presenze nel 2017), gioca poi nella prima divisione bulgara al CSKA Sofia e nella prima divisione cipriota all'Omonia. Ha poi giocato anche nella seconda divisione cinese con Shanxi Changan Jingji e Dongguan Gualian.

### Nazionale
Fa il suo esordio in nazionale nel 2013; nel 2015 partecipa alla Coppa d'Africa.
Nell'arco del biennio compreso tra il 2013 ed il 2015 gioca in totale 12 partite in nazionale.